# Claus Demke
Claus Demke (* 16. Juni 1939 in Frankfurt am Main; † 22. Februar 2002 in Wiesbaden) war ein deutscher Politiker (CDU), Abgeordneter des Hessischen Landtags und Finanzstaatssekretär in Hessen und Sachsen-Anhalt.

## Ausbildung und Beruf
Nach dem Abitur im Jahre 1961 studierte Demke Rechtswissenschaften. Er kam so jung in den Landtag, dass er sein zweites Staatsexamen als Jurist bereits als Landtagsabgeordneter abgelegt hat. Er war von Beruf Rechtsanwalt, auch schon einer der ersten Fachanwälte für Steuerrecht.

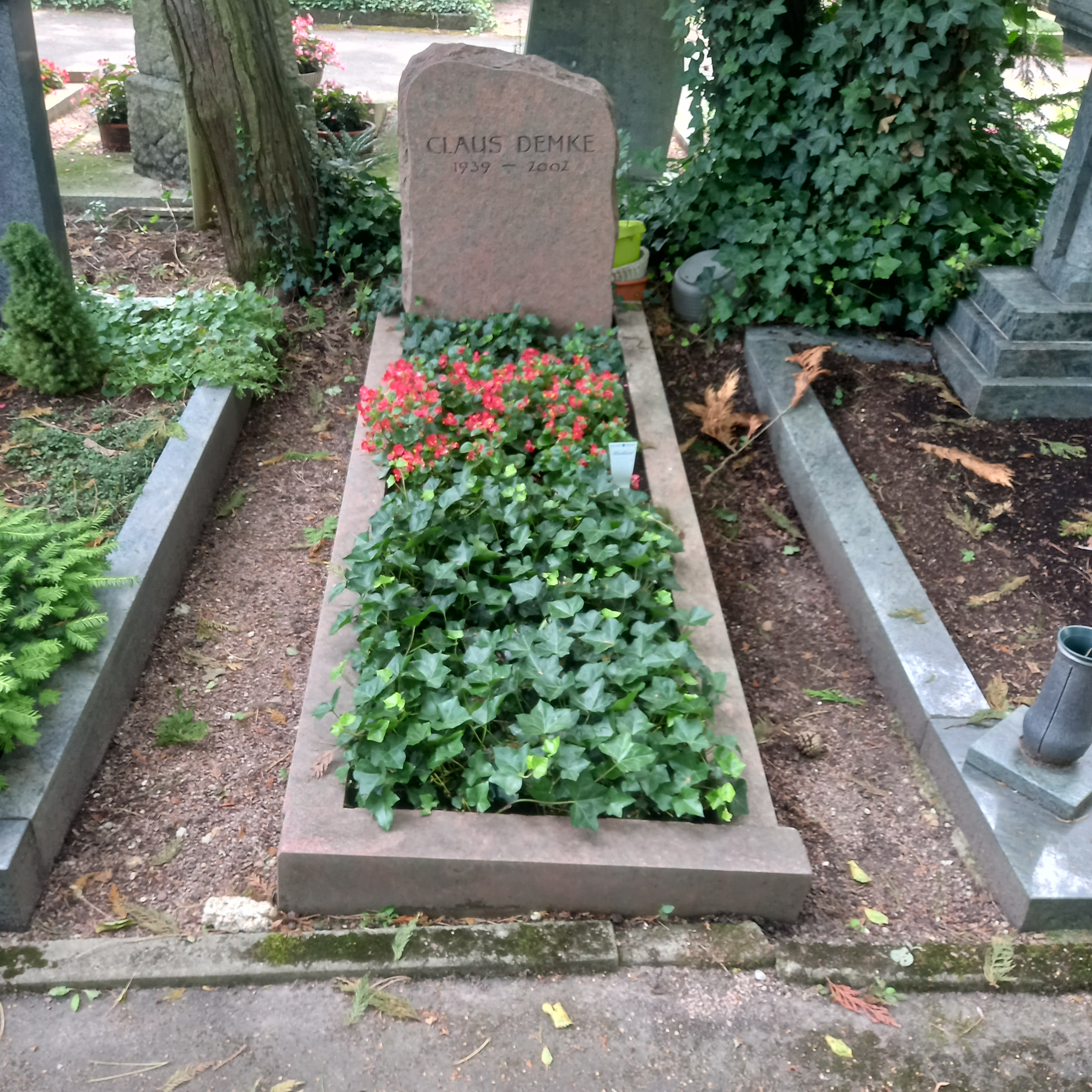
Das Grab von Claus Demke auf dem Friedhof Sonnenberg in Wiesbaden

Claus Demke war verheiratet.

## Politik
Claus Demke war seit 1964 in der Kommunalpolitik aktiv. Demke war Vorsitzender der Stadtverordnetenversammlung der Stadt Dreieich von 1977 bis zum 2. Juni 1979.
Dieses kommunalpolitische Engagement machte er zu seinem Hauptamt. Er wurde, auch während seiner Tätigkeit im Landtag, zunächst stellvertretender Geschäftsführer und Beigeordneter des Hessischen Städtetages, danach der Geschäftsführende Direktor.
Von 1. Dezember 1970 bis zum 29. September 1988 war er Abgeordneter des Hessischen Landtages. Er wurde überwiegend im Wahlkreis Offenbach Land I gewählt. Bei der Landtagswahl in Hessen 1983 unterlag er dem Sozialdemokraten Matthias Kurth und zog über die CDU-Landesliste in das Parlament ein. Im Landtag war er vom 9. November 1978 bis 11. Dezember 1979 stellvertretender Vorsitzender der CDU-Fraktion.
Claus Demke war immer Mitglied des Innenausschusses, ebenso aber auch Mitglied des Umweltausschusses und des Rechtsausschusses des Landtages.
Zwischen 1988 und 1991 war er Finanzstaatssekretär im Kabinett Walter Wallmann und löste damit Hans Dethloff ab.
Nach der Wiedervereinigung wurde Claus Demke erneut Staatssekretär beim Minister der Finanzen. Diesmal jedoch im neuen Bundesland Sachsen-Anhalt.

## Sonstige Ämter
Nach seinem Ausscheiden als hessischer Staatssekretär wurde Claus Demke Generalbevollmächtigter der Advanta Management AG in Frankfurt.